# Urohendersonia platensis
Urohendersonia platensis är en svampart som beskrevs av Speg. 1902. Urohendersonia platensis ingår i släktet Urohendersonia, divisionen sporsäcksvampar och riket svampar.   Inga underarter finns listade i Catalogue of Life.